# Хирт, Фридрих
Фридрих Хирт (нем. Friedrich Hirth, кит. 夏德, пиньинь Xià Dé; 16 апреля 1845, Графентона, Саксен-Гота — 10 января 1927, Мюнхен) — немецко-американский синолог, историк, один из основателей синологии США. Обучался в Лейпцигском и Берлинском университеты. Докторской степени удостоен в 1869 году в Грайфсвальдском университете. В 1870—1897 годах служил в Шанхайской морской таможне. В 1902 года приглашён на вновь открывшуюся кафедру китайского языка и литературы Колумбийского университета (Нью-Йорк). В 1920 году с ним вёл переговоры Кан Ювэй о полном переводе и издании на английском языке трактата «Да тун шу». После отставки вернулся в Германию. Своё книжное собрание Хирт завещал Берлинской библиотеке, после Второй мировой войны оно оказалось в Кракове.

## Избранная библиография
- China and the Roman Orient: Researches into their Ancient and Medieval Relations as represented in old Chinese Records (1885)
- Ancient Porcelain: A Study in Chinese Mediœval Industry and Trade (1888)
- Text-Book of Documentary Chinese (2 Bände, 1885-88)
- Chinesische Studien, volume i (1890)
- Die Lander des Islam nach Chinesischen Quellen (1895)
- Ueber fremde Einflüsse in der chinesischen Kunst (1896)
- China im Zeichen des Fortschrittes (Sonderabdruck aus: Deutsche Monatsschrift für das gesamte Leben der Gegenwart, Jg. 1902, S. 511—535) (Berlin: Duncker 1902)
- Chinesische Ansichten über Bronzetrommeln (MSOS I,7) (Leipzig: Harrassowitz 1904)
- Scraps from a Collector’s Note-book, Being Notes on Some Chinese Painters of the Present Dynasty, with Appendices on Some Old Masters and Art Historians (1905)
- Syllabary of Chinese sounds (1907)
- The Ancient History of China (1908)
- Mr. Kingsmill and the Hiung-nu (Sonderabdruck aus JAOS 30,1 (1909) 32-45) (Leipzig: Harrassowitz 1910) (mit William Woodville Rockhill)Zhao Rukuo (趙汝适/赵汝适): His work on the Chinese and Arab trade in the 12th and 13th centuries, entitled Chu-fan-chi. (Erstveröffentlichung in St. Petersburg 1911; Reprint Ch’eng-wen Publishing Taipeh 1967; reprinted 1977)
- The Story of Chang K’ien, China’s Pioneer in Western Asia: Text and Translation of Chapter 123 of Ssi-Ma Ts’ien’s Shi-Ki (1917)
- Native Sources for the History of Chinese Pictorial Art (1917)
- The Ancient History of China. To the End of the Chou Dynasty. (1923)
- Über ein chinesisches Konversations-Lexikon (=Zs.f.Bücherfreunde.9)